# Pardus
Pardus – turecka dystrybucja systemu GNU/Linux. Powstała ona pod koniec 2005 roku, lecz pierwsze zamysły pojawiły się już w 2003 roku. W wyniku postępującego światowego rozwoju technologicznego w dziedzinie Linuksa i Open Source, Turcja dostrzegła potrzebę rozwinięcia swojego przemysłu oprogramowania. Tak też pojawiła się myśl o stworzeniu własnej, lokalnej dystrybucji dostosowanej do aktualnych potrzeb i tendencji w branży IT. Pardus jako projekt jest finansowany przez Radę ds. Badań Naukowych i Technologicznych Turcji (TÜBİTAK) oraz Turecki Państwowy Instytut Badawczy Elektroniki i Kryptologii (UEKAE). Nazwa dystrybucji wywodzi się z łacińskiego nazewnictwa Pantery. Pierwsza edycja opierała się na Gentoo Linux, a ostatnie wydanie bazuje na GNU Debian Linux. 
Pardus posiada wiele uniktowych rozwiązań. Są to m.in.:
- Kaptan – wstępny konfigurator wyglądu KDE i połączeń sieciowych. Umożliwia wybór tapety, wygląd okien, czy układ myszki.
- Çomar – na nim opiera się cały system. Dzięki niemu pakiety działają szybko i stabilnie. Aplikacja pamięta, które programy wykonują jakie polecenia, oraz zależności między nimi. Korzystają z niego również inne aplikacje Pardusa.
- Yali – instalator Pardusa. Skrót od Yet Another Linux Installer. Umożliwia prawie automatyczną instalację, łącznie z procesem partycjonowania.
- PiSi – menadżer pakietów dla Pardusa. Jest podstawowym narzędziem do instalacji, aktualizacji i usuwania pakietów. Obsługuje zależności dla poszczególnych pakietów, bibliotek i zadań ÇOMAR-a. Do przechowywania informacji o pakietach wykorzystuje bazę Berkeley DP.
- Mudur – napisany w Pythonie program do rozruchu systemu.
- Tasma – przerobione centrum sterowania, analogicznie jak YasT w OpenSUSE, choć nie aż tak rozbudowany.

## Odbiorcy i środowisko graficzne
Powyższe rozwiązania, jakie zastosowano w Pardusie wynikają z dostosowania go do potrzeb jego odbiorców – Turków. Pardus jest dystrybucją skierowaną głównie do użytkowników tego narodu. Domyślnie Pardus korzysta ze środowiska graficznego KDE, ale jest możliwość instalacji środowiska Gnome.

## Wersje systemu
System jest dostępny w dwóch wersjach:
- Kurulan – wersja instalacyjna. Zawiera instalator i wszystkie potrzebne do instalacji pakiety. Jest ona w wersji full (język turecki, duński, angielski, niemiecki, hiszpański i polski) lub lite (tylko turecki i angielski),
- Calisan – jest to wersja live cd, bez możliwości instalacji. Zawiera kompletny system uruchamiany z płyty CD.

## Cykl wydawniczy
System wydawany jest 2-3 razy do roku – w styczniu/grudniu i niekiedy marcu/lipcu. Chociaż dalsze wydania względem tego głównego, to przeważnie większe aktualizacje.

## Kalendarium wydań

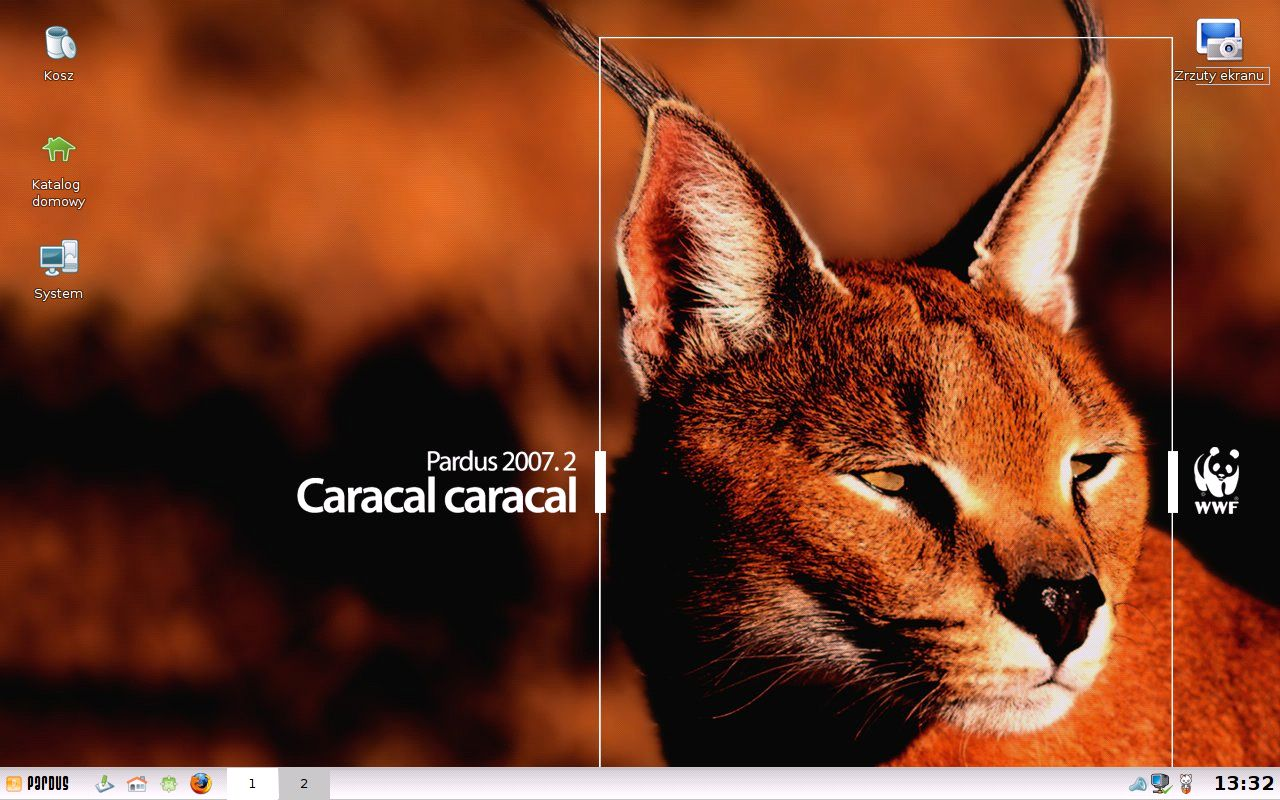
Pardus 2007.2 Caracal caracal

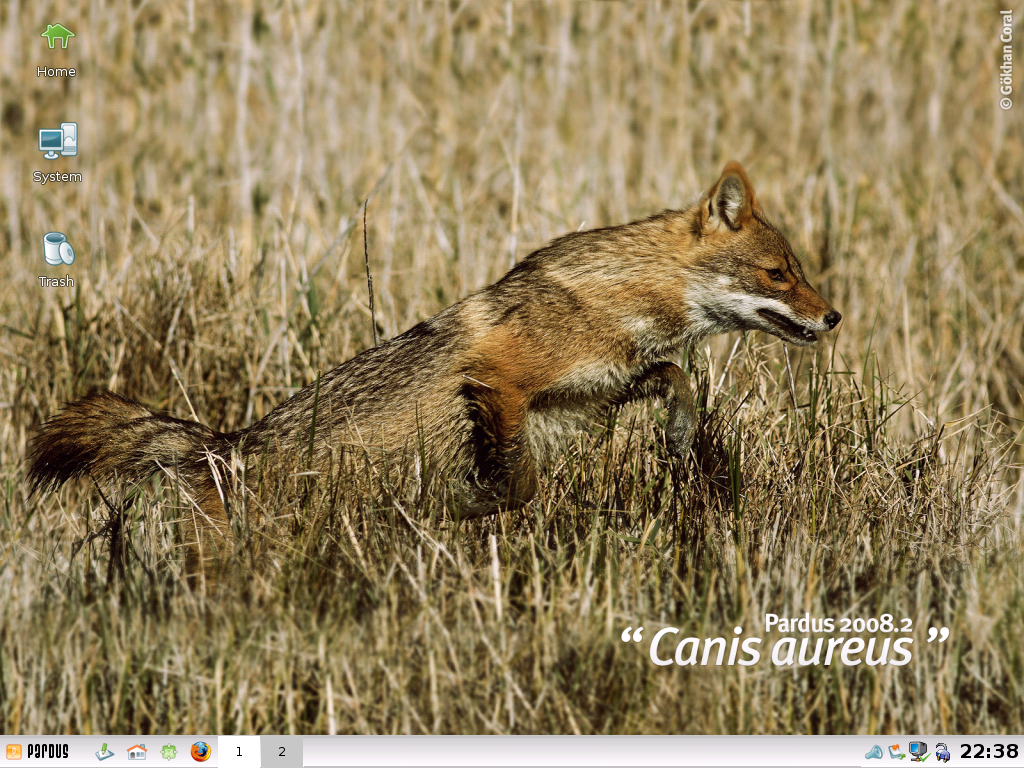
Pardus 2008.2 Canis aureus

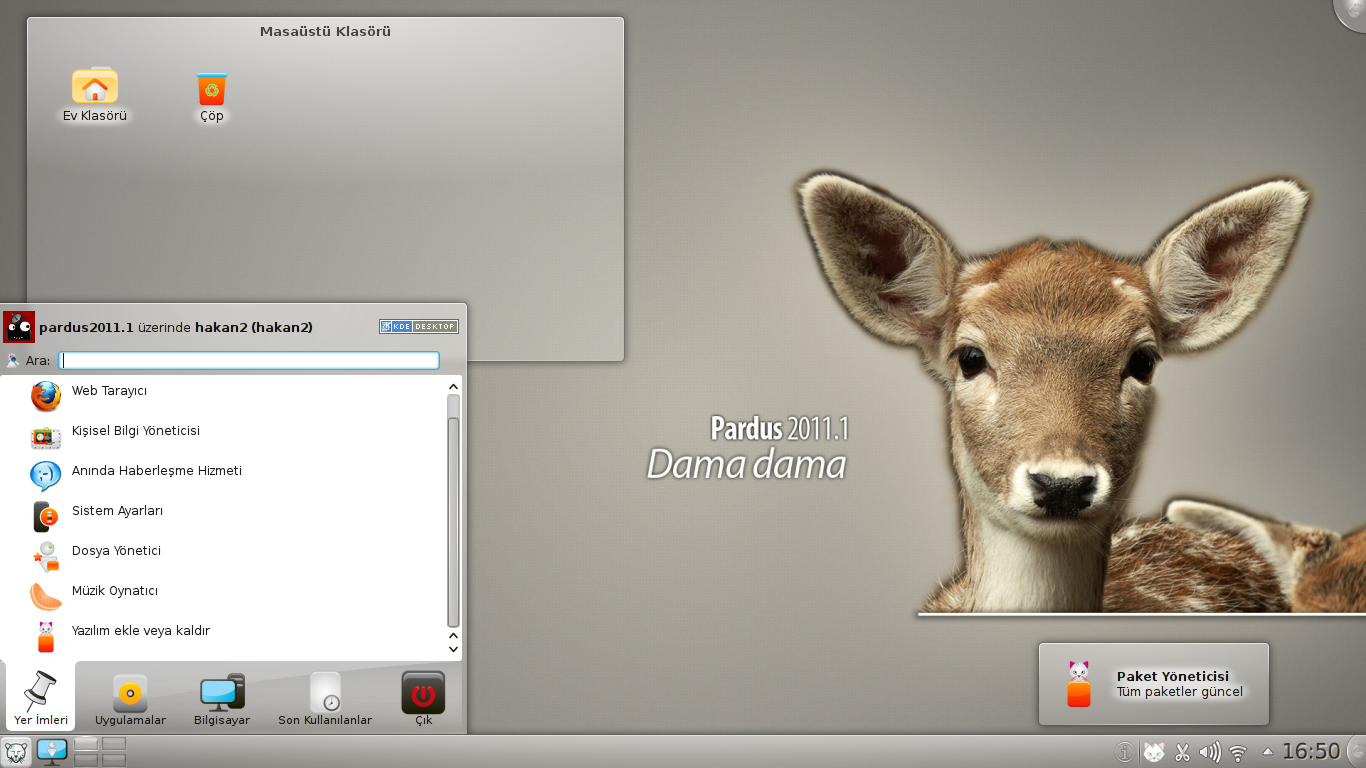
Pardus 2011.1 Dama dama

| Data              | Wydanie                          |
| ----------------- | -------------------------------- |
| 26 grudnia 2005   | Pardus 1.0                       |
| 2005              | Pardus 1.1                       |
| 18 grudnia 2006   | Pardus 2007                      |
| 16 marca 2007     | Pardus 2007.1 Felis Chaus        |
| 11 lipca 2007     | Pardus 2007.2 Caracal Caracal    |
| 19 listopada 2007 | Pardus 2007.3 Lynx lynx          |
| 27 czerwca 2008   | Pardus 2008                      |
| 15 września 2008  | Pardus 2008.1 Hyaena hyaena      |
| 30 stycznia 2009  | Pardus 2008.2 Canis aureus       |
| 17 lipca 2009     | Pardus 2009                      |
| 26 grudnia 2009   | Pardus 2009.1 Beta               |
| 8 stycznia 2010   | Pardus 2009.1 RC                 |
| 15 stycznia 2010  | Pardus 2009.1                    |
| 21 maja 2010      | Pardus 2009.2 Beta               |
| 3 czerwca 2010    | Pardus 2009.2 Geronticus eremita |
| 1 stycznia 2011   | Pardus 2011                      |
| 12 lipca 2011     | Pardus 2011.1 Dama dama          |
| 19 września 2011  | Pardus 2011.2 Cervus elaphus     |